# Kwagean (Wonopringgo)
Kwagean is een bestuurslaag in het regentschap Pekalongan van de provincie Midden-Java, Indonesië. Kwagean telt 3359 inwoners (volkstelling 2010).